# 100 mètres nage libre féminin aux Jeux olympiques d'été de 2020
Navigation
Rio 2016 Paris 2024
Le 100 m nage libre femmes est une épreuve des Jeux olympiques d'été de 2020 qui a eu lieu entre les 28 et 30 juillet 2021 au Centre aquatique olympique de Tokyo.

## Records
Avant cette compétition, les records dans cette discipline étaient, :
| Record du monde  | 51.71 | Sarah Sjöström               | 23 juillet 2017 | Budapest, Hongrie      |
| Record olympique | 52.70 | Simone Manuel Penny Oleksiak | 11 août 2016    | Rio de Janeiro, Brésil |

Les records suivants ont été établis pendant la compétition :
| Date       | Tour    | Nom         | Nationalité | Temps | Record |
| ---------- | ------- | ----------- | ----------- | ----- | ------ |
| 28 juillet | Série 6 | Emma McKeon | Australie   | 52.13 | OR     |
| 30 juillet | Finale  | Emma McKeon | Australie   | 51.96 | OR     |

## Programme
L'épreuve de 100 m nage libre se déroule pendant trois jours consécutifs selon le programme suivant :
Tous les horaires correspondent à l'UTC+9
| Date                     | Horaire | Manche       |
| ------------------------ | ------- | ------------ |
| Mercredi 28 juillet 2021 | 19 h 00 | Séries       |
| Jeudi 29 juillet 2021    | 10 h 53 | Demi-finales |
| Vendredi 30 juillet 2021 | 10 h 59 | Finale       |

## Médaillés
| Or          | Argent                     | Bronze        |
| Emma McKeon | Siobhán Bernadette Haughey | Cate Campbell |

## Résultats

### Séries
Les seize meilleures nageuses se qualifient pour les demi-finales.
| Rang | Série | Ligne | Nom                      | Nationalité       | Temps   | Remarques |
| ---- | ----- | ----- | ------------------------ | ----------------- | ------- | --------- |
| 1    | 6     | 4     | Emma McKeon              | Australie         | 52.13   | Q, OR     |
| 2    | 6     | 5     | Siobhan Haughey          | Hong Kong         | 52.70   | Q, AR     |
| 3    | 6     | 6     | Anna Hopkin              | Grande-Bretagne   | 52.75   | Q, NR     |
| 4    | 7     | 4     | Cate Campbell            | Australie         | 52.80   | Q         |
| 5    | 5     | 4     | Sarah Sjöström           | Suède             | 52.91   | Q         |
| 6    | 7     | 5     | Penny Oleksiak           | Canada            | 52.95   | Q         |
| 7    | 5     | 2     | Pernille Blume           | Danemark          | 52.96   | Q         |
| 8    | 7     | 6     | Yang Junxuan             | Chine             | 53.02   | Q, WD     |
| 9    | 5     | 5     | Femke Heemskerk          | Pays-Bas          | 53.10   | Q         |
| 10   | 7     | 1     | Kayla Sanchez            | Canada            | 53.12   | Q, WD     |
| 11   | 5     | 3     | Abbey Weitzeil           | États-Unis        | 53.21   | Q         |
| 12   | 7     | 3     | Michelle Coleman         | Suède             | 53.53   | Q         |
| 13   | 5     | 1     | Signe Bro                | Danemark          | 53.54   | Q         |
| 14   | 7     | 2     | Freya Anderson           | Grande-Bretagne   | 53.61   | Q         |
| 15   | 5     | 6     | Charlotte Bonnet         | France            | 53.67   | Q         |
| 16   | 6     | 2     | Marie Wattel             | France            | 53.71   | QSO       |
| 16   | 6     | 3     | Ranomi Kromowidjojo      | Pays-Bas          | 53.71   | QSO, WD   |
| 18   | 6     | 7     | Erika Brown              | États-Unis        | 53.87   | QSO       |
| 18   | 7     | 8     | Wu Qingfeng              | Chine             | 53.87   | QSO       |
| 20   | 5     | 7     | Maria Kameneva           | ROC               | 53.92   |           |
| 21   | 6     | 1     | Barbora Seemanová        | Tchéquie          | 53.98   |           |
| 22   | 6     | 8     | Andrea Murez             | Israël            | 54.06   | NR        |
| 23   | 4     | 8     | Fanny Teijonsalo         | Finlande          | 54.69   |           |
| 24   | 5     | 8     | Janja Šegel              | Slovénie          | 54.73   |           |
| 25   | 4     | 5     | Erin Gallagher           | Afrique du Sud    | 54.75   |           |
| 26   | 4     | 7     | Maria Ugolkova           | Suisse            | 54.86   |           |
| 27   | 4     | 4     | Lidón Muñoz              | Espagne           | 54.97   |           |
| 28   | 4     | 3     | Anastasiya Shkurdai      | Biélorussie       | 55.17   |           |
| 29   | 3     | 4     | Kalia Antoniou           | Chypre            | 55.38   |           |
| 30   | 4     | 6     | Larissa Oliveira         | Brésil            | 55.53   |           |
| 31   | 3     | 6     | Anicka Delgado           | Équateur          | 55.56   | NR        |
| 32   | 4     | 2     | Julie Meynen             | Luxembourg        | 55.69   |           |
| 33   | 3     | 5     | Farida Osman             | Égypte            | 55.74   |           |
| 34   | 3     | 7     | Snæfríður Jórunnardóttir | Islande           | 56.15   |           |
| 35   | 3     | 1     | Bianca Costea            | Roumanie          | 56.35   |           |
| 36   | 4     | 1     | Quah Ting Wen            | Singapour         | 56.36   |           |
| 37   | 3     | 3     | Ieva Maļuka              | Lettonie          | 56.39   |           |
| 38   | 3     | 2     | Miriam Sheehan           | Porto Rico        | 56.64   |           |
| 39   | 3     | 8     | Amel Melih               | Algérie           | 56.65   |           |
| 40   | 2     | 4     | Mia Blazhevska Eminova   | Macédoine du Nord | 57.19   |           |
| 41   | 2     | 3     | Jillian Crooks           | Îles Caïmans      | 57.32   | NR        |
| 42   | 2     | 5     | Jenjira Srisa-Ard        | Thaïlande         | 57.42   |           |
| 43   | 2     | 7     | Maria Schutzmeier        | Nicaragua         | 57.94   | NR        |
| 44   | 2     | 1     | Colleen Furgeson         | Îles Marshall     | 58.71   |           |
| 45   | 2     | 2     | Varsenik Manucharyan     | Arménie           | 59.18   |           |
| 46   | 2     | 6     | Jeanne Boutbien          | Sénégal           | 59.27   |           |
| 47   | 2     | 8     | Catarina Sousa           | Angola            | 59.35   |           |
| 48   | 1     | 3     | Abiola Ogunbanwo         | Nigeria           | 59.74   | NR        |
| 49   | 1     | 4     | Andela Antunović         | Monténégro        | 1:00.01 |           |
| 50   | 1     | 5     | Gaurika Singh            | Népal             | 1:00.11 |           |
| 51   | 1     | 6     | Mineri Gomez             | Guam              | 1:04.00 |           |
|      | 7     | 7     | Federica Pellegrini      | Italie            | DNS     |           |

#### Reprise
À la suite des séries, Erika Brown et Wu Qingfeng ont réalisé le même temps et procèdent donc à une reprise afin de se départager.
| Rang | Ligne | Nom         | Nationalité | Temps | Remarques |
| ---- | ----- | ----------- | ----------- | ----- | --------- |
| 1    | 4     | Erika Brown | États-Unis  | 53.51 | Q         |
| 2    | 5     | Wu Qingfeng | Chine       | 54.47 | Q         |

### Demi-finales
Les huit meilleures nageuses se qualifient pour la finale.
| Rang | Série | Ligne | Nom              | Nationalité     | Temps | Remarques |
| ---- | ----- | ----- | ---------------- | --------------- | ----- | --------- |
| 1    | 2     | 4     | Emma McKeon      | Australie       | 52.32 | Q         |
| 2    | 1     | 4     | Siobhan Haughey  | Hong Kong       | 52.40 | Q, AR     |
| 3    | 1     | 5     | Cate Campbell    | Australie       | 52.71 | Q         |
| 4    | 2     | 3     | Sarah Sjöström   | Suède           | 52.82 | Q         |
| 5    | 1     | 3     | Penny Oleksiak   | Canada          | 52.86 | Q         |
| 6    | 1     | 6     | Femke Heemskerk  | Pays-Bas        | 52.93 | Q         |
| 7    | 2     | 2     | Abbey Weitzeil   | États-Unis      | 52.99 | Q         |
| 8    | 2     | 5     | Anna Hopkin      | Grande-Bretagne | 53.11 | Q         |
| 9    | 1     | 1     | Marie Wattel     | France          | 53.12 |           |
| 10   | 2     | 6     | Pernille Blume   | Danemark        | 53.26 |           |
| 11   | 1     | 7     | Freya Anderson   | Grande-Bretagne | 53.53 |           |
| 12   | 2     | 7     | Signe Bro        | Danemark        | 53.55 |           |
| 13   | 2     | 8     | Erika Brown      | États-Unis      | 53.58 |           |
| 14   | 1     | 2     | Michelle Coleman | Suède           | 53.73 |           |
| 15   | 2     | 1     | Charlotte Bonnet | France          | 54.10 |           |
| 16   | 1     | 8     | Wu Qingfeng      | Chine           | 54.86 |           |

### Finale
Emma McKeon améliore son propre record olympique après avoir déjà amélioré celui de Simone Manuel et Penny Oleksiak lors des séries.
| Rang | Ligne | Nom             | Nationalité     | Temps | Remarques |
| ---- | ----- | --------------- | --------------- | ----- | --------- |
| 1    | 4     | Emma McKeon     | Australie       | 51.96 | OR, AR    |
| 2    | 5     | Siobhan Haughey | Hong Kong       | 52.27 | AR        |
| 3    | 3     | Cate Campbell   | Australie       | 52.52 |           |
| 4    | 2     | Penny Oleksiak  | Canada          | 52.59 | NR        |
| 5    | 6     | Sarah Sjöström  | Suède           | 52.68 |           |
| 6    | 7     | Femke Heemskerk | Pays-Bas        | 52.79 |           |
| 7    | 8     | Anna Hopkin     | Grande-Bretagne | 52.83 |           |
| 8    | 1     | Abbey Weitzeil  | États-Unis      | 53.23 |           |